# Bragadiru
Bragadiru er en by i den sydvestlige del af distriktet Ilfov i Muntenien, Rumænien. Den ligger på den Rumænske slette ved bredden af floden Ciorogârla, i den sydvestlige del af distriktet, i en afstand af 12,5 km fra  centrum af Bukarest. Byen har 40.080 (2021) indbyggere.